# Огрызово
Огрызово — деревня в Бабаевском районе Вологодской области.
Входит в состав Пожарского сельского поселения, с точки зрения административно-территориального деления — в Пожарский сельсовет.
Расстояние по автодороге до районного центра Бабаево составляет 74 км, до центра муниципального образования деревни Пожара — 4 км. Ближайшие населённые пункты — Ананино, Дийково, Суворово.
Население по данным переписи 2002 года — 44 человека (24 мужчины, 20 женщин). Преобладающая национальность — русские (98 %).